# Ecser
Ecser – węgierska wioska i gmina położona niedaleko Budapesztu, w pobliżu lotniska Budapest Liszt Ferenc. Posiada również słowacką nazwę (Ečer). Jej powierzchnia wynosi 13,1 km² a ludność ponad 3,6 tys. (styczeń 2011), przy gęstości zaludnienia 278,55 os./1 km².

## Historia
Pierwsza wzmianka o miejscowości pochodzi z 15 grudnia roku 1315, ale wioska istnieje prawdopodobnie od roku 896, gdy na te tereny przybyli Węgrzy. Według legendy jej nazwa została nadana przez węgierskiego wodza Arpada. W trakcie tureckiego panowania (1526–1686) wymarła, głównie po oblężeniu pobliskiej Budy. Ludzie osiedlili się w niej z powrotem w roku 1699. Mieszkają w niej Węgrzy i słowacka mniejszość.

## Zabytki
We wsi znajduje się katolicki kościół z roku 1740.